# ان‌جی‌سی ۳۰۵۹
ان‌جی‌سی ۳۰۵۹ (انگلیسی: NGC 3059) نام یک کهکشان مارپیچی میله‌ای است.